# Marsilea oligospora
Marsilea oligospora là một loài dương xỉ trong họ Marsileaceae. Loài này được Goodd. mô tả khoa học đầu tiên năm 1902.